# ウィッチャーI エルフの血脈
『ウィッチャーI エルフの血脈』(エルフのけつみゃく、ポーランド語: Krew elfów)は、1994年に発表されたポーランドのファンタジー作家アンドレイ・サプコフスキによる長編小説。同作者の代表作であるウィッチャーシリーズの長編第1作目である。Janusz A. Zajdel賞及びイギリスにてデイヴィッド・ゲメル・レジェンド賞を受賞。なお、シリーズとしては短編集である『運命の剣』（1992年）『最後の願い』（1993年）が先。
日本語版は2010年に早川書房より『魔法剣士ゲラルト エルフの血脈』という題名で出版されたが、2017年に続編『ウィッチャーII 屈辱の刻』の出版に合わせ、現行の日本語タイトルに改められた。

## あらすじ
本編開始の約2年前。わずか数年で急成長を遂げた南方の覇権国家ニルフガード帝国は、大小複数の国家群からなる大陸北方への侵攻を開始した。まず、北方諸国で最南に位置し、帝国と接する歴史ある大国シントラ王国が急襲され、キャランセ女王はまだ少女である孫娘シリラ（通称シリ）を炎上する首都より脱出させて自害する。実はシントラ王家には太古のエルフの血が流れており、シリは超越的な魔法の才能（「源流」）を宿している可能性があった。ニルフガード皇帝エムヒル・ヴァル・エムレイスの真の狙いもシリの身柄であり、配下に命じ、国の総力を上げて彼女の行方を追う。しかし、帝国が彼女を捕まえることは叶わず、間もなく北方諸国と魔法院の連合勢力に破れ、シントラを北方侵攻の橋頭堡として確保したまま休戦状態となる。
シリは、魔法と遺伝子の改造を受けた変異体の身体を持ち、人々から依頼を受けて怪物退治（モンスタースレイヤー）を請け負う「ウィッチャー」と呼ばれる存在であるリヴィアのゲラルトに匿われていた。ゲラルトはかつてシントラでの出来事によってキャランセと「驚きの法」にまつわる盟約を結び、彼女を保護する役目があった。ゲラルトは彼女をウィッチャーの本拠地であるケィア・モルヘンに連れて行き、そこで彼女はウィッチャーの訓練を受けることになる。最年長のウィッチャーでゲラルトの師でもあるヴェセミルは、シリの魔法の扱い方について知り合いの女魔術師トリス・メリゴールドに協力を頼む。やがてトリスは、シリが「源流」の持ち主だと気づき、自分では手に負えないため、ゲラルトに、彼の元恋人でもある女魔術師イェネファーに協力を求めるようアドバイスするが、今彼女がどこにいるかはわからない。
一方、休戦から2年ほど経つ中で、ニルフガードは、経済的な締め付けの他、諜報員や宗教家、スコイア＝テルと呼ばれるエルフなどの亜人種からなるゲリラ組織を支援など、内部から北方諸国を弱体化させる策を取っていた。このままでは征服されると判断した北方諸国の王たちは秘密会議を開き、機先を制して自分たちが軍事行動を起こし、要所であるシントラ領を奪還することを決める。シントラ併合の大義名分は正統後継者である行方不明のシリの確保にあるため、王たちは自分たちが彼女を手に入れるか、もしくは殺害する方針を立てる。
また、謎の強力な魔術師の密命を受けた魔術師リエンスもシリを探し始め、ゲラルトの友人である吟遊詩人ダンディリオンを拘束して尋問するなどの行動を起こす。イェネファーはリエンスに重傷を与えてダンディリオンを救出するが、リエンス自身は黒幕による「門」を通じて脱出を果たす。
年頃の少女が暮らすには劣悪なケィア・モルヘンを見かねたトリスは、普通の教育を施すため、シリをエランダーのメリテレ寺院に通わせることを提案し、ゲラルトは彼女らと旅に出る。エランダーに向かう道中ではトリスが病気になったり、キャラバンを率いるヤーペン・ジグリンのドワーフの一団との合流、スコイア＝テルの襲撃といった騒動に見舞われる。無事にシリを寺院に届けたゲラルトは、彼女に別れを告げ、リエンスとその黒幕を追跡する旅に出る。ダンディリオンや医学生のシャニ、レダニアの宮廷魔術師フィリパ・エイルハートの協力を得てゲラルトはリエンスと対決するも、謎の黒幕の介入やフィリパの妨害もあって再び決着はつかず、逃げられる。
一方、かつてのシントラでの出来事で、自分を狙う黒騎士の悪夢にうなされる日々を過ごしていたシリの元にイェネファーが現れる。彼女はシリに魔法の使い方を教え始め、それに伴い悪夢も見なくなる。最初こそ反目しあっていた2人であったが、徐々に絆が芽生え、母と娘のような間柄となる。やがてシリとイェネファーは寺院を去る日を迎える。

## 登場人物
リヴィアのゲラルト
主人公。怪物退治を生業とするウィッチャーと呼ばれる存在の男。「白狼」「ブラビケンの殺し屋」の異名を持つ。
シリ
本名シリラ。シントラの王女（キャランセ女王の孫）。キャランセの異名「雌獅子」に対比して「シントラの仔獅子」と呼ばれる。「古き血脈」と呼ばれる強大な魔法の力を持った太古のエルフの末裔にあたり、強大な魔力の媒介たる「源流」を持つ。
ヴェンガーバーグのイェネファー
妖艶な美貌を持つ女魔術師。ゲラルトの元恋人。北方の魔術師たちを束ねる魔法院の一員。
トリス・メリゴールド
ゲラルトと旧知の女魔術師。先の戦争に巻き込まれ死亡したと思われていた。ケィア・モルヘンでシリの面倒をみる。
ダンディリオン
ゲラルトの友人である吟遊詩人。吟遊詩人として名声を得ている優男で大の女好き。
ネンネケ
メリテレ寺院の巫女頭。
ヴェセミル
ゲラルトの師匠にあたる熟練のウィッチャー。
コーエン
ウィッチャーの一人。
ランバート
ウィッチャーの一人。
エスケル
ウィッチャーの一人。
ヴィルフリド・ウェンク
ケイドウェン国軍将校。
ヤーペン・ジグリン
旅隊を護衛するドワーフ。
ジギスムント・ディクストラ
レダニア国の諜報部長。背丈は2メートル近く、体重は200キロ近くある巨漢の策謀家。
フィリパ・エイルハート
レダニア国王付きの女魔術師。魔術に長けているが魔法院とは距離を置く。ディクストラと男女の仲。
リエンス
禁術を用いる魔術師。謎の人物の命令を受けてシリの行方を追い、殺人も厭わない。
エムヒル・ヴァル・エムレイス
ニルフガード帝国皇帝。「白炎」のあだ名で知られる。数年前に突如現れて帝位に着くと国を立て直し、北方侵攻を開始する。
羽根付き兜の黒い騎士
シリがシントラの大火で遭遇したニルフガードの騎士。皇帝の命令を受けてシリを探索する。シリのトラウマとなり、悪夢によく登場する。